# Ръдърфорд (окръг, Тенеси)
Вижте пояснителната страница за други значения на Ръдърфорд.
Ръдърфорд (на английски: Rutherford) е окръг в централната част на Тенеси, Съединени американски щати. Граничи с окръзите Уилсън (на север), Канън (на изток), Кофи (на югоизток), Бедфорд (на юг), Маршал (на югозапад), Уилямсън (на запад) и Дейвидсън (на северозапад). Площта му е 1616 km², а населението - около 218 000 души (2005). Административен център е град Мърфрийсбъро.
Окръг Ръдърфорд е образуван през 1803 от части от окръзите Дейвидсън, Уилямсън и Уилсън. Наречен е на Грифит Ръдърфорд, генерал и политик в Северна Каролина и Тенеси. Окръгът включва част от югоизточните предградия на град Нашвил. От 70-те години населението му бързо нараства, като за периода 1990-2005 то се удвоява.